# 莫尔桑 (厄尔省)
莫尔桑（法語：Morsan，法語發音：[mɔʁsɑ̃]）是法国厄尔省的一个市镇，属于贝尔奈区。

## 地理
莫尔桑（49°10'55"N, 0°35'39"E）面积4.83 平方千米，位于法国诺曼底大区厄尔省，该省份为法国北部内陆省份，北起滨海塞纳省，西接奧恩省和卡爾瓦多斯省，南至厄尔-卢瓦省，东临瓦兹省、瓦兹河谷省和伊夫林省。
与莫尔桑接壤的市镇（或旧市镇、城区）包括：埃皮讷圣母村、贝尔图维尔、布瓦西朗贝维尔、日韦维尔、讷维尔叙欧图。

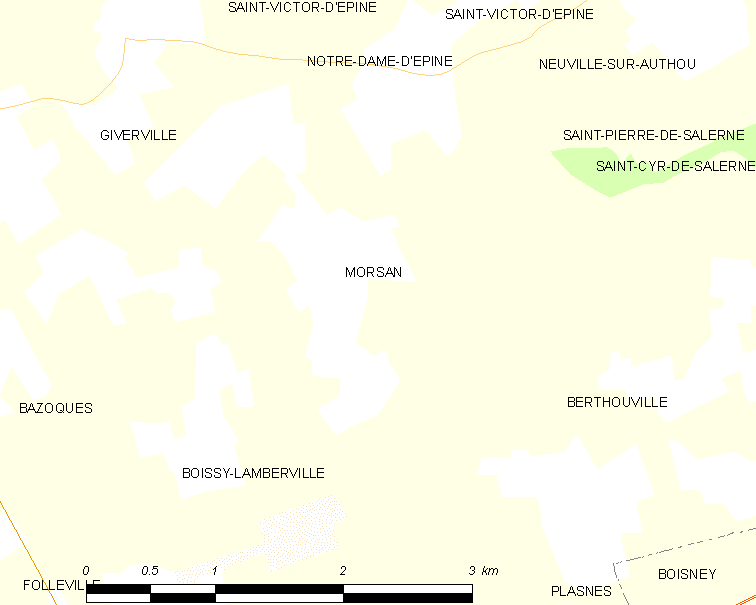
的OSM定位图

莫尔桑的时区为UTC+01:00、UTC+02:00（夏令时）。

## 行政
莫尔桑的邮政编码为27800，INSEE市镇编码为27418。

## 政治
莫尔桑所属的省级选区为布里奥讷县。

## 人口

1962-2008年间人口变化图示

莫尔桑于2022年1月1日时的人口数量为122人。